# Mesochra rapiens
Mesochra rapiens är en kräftdjursart som först beskrevs av Schmeil 1894.  Mesochra rapiens ingår i släktet Mesochra och familjen Canthocamptidae. Arten är reproducerande i Sverige. Inga underarter finns listade i Catalogue of Life.